# Gliese 667 Cd
Gliese 667 Cd je mogući egzoplanet koji bi kružio oko zvijezde Gliese 667 C, koja je dio sustava Gliese 667. Bio bi masivniji od planeta Gliese 667 Cc. Bilo bi riječ o ledenom planetu, koji bi se nalazio izvan nastanjive zone, sa sličnošću od 49%, a predloženo je i da bi Gliese 667 Cd mogao imati ocean ispod leda.
Postojanje Gliese 667Cd bilo je predviđeno 2012. i podržano je daljnjom studijom u 2013. Reanaliza podataka Feroza i Hobsona 2014., međutim, pokazuje da je otkrivanje ovog planeta rezultat neispravnog objašnjenja zvjezdane buke u podacima radijalne brzine. Ali primjećen je signal od 91 dana, što se poklapa s orbitalnim periodom ovog planeta. No, pomnom analizom taj signal je otklonjen, što bi značilo da je planet rezultat zvjezdane buke. Ali 2019. ponovno su pobuđene sumnje u to, pa se taj planet može smatrati nepotvrđenim.